# رونالدو (لاعب كرة قدم، مواليد 1980)
رونالدو هو لاعب كرة قدم برازيلي في مركز الهجوم، ولد في 11 سبتمبر 1980 في Rebouças ‏ في البرازيل. لعب مع نادي ريو أفي ونادي سانتا كلارا ونادي ماريتيمو.